# Grand Hotel w Leicesterze

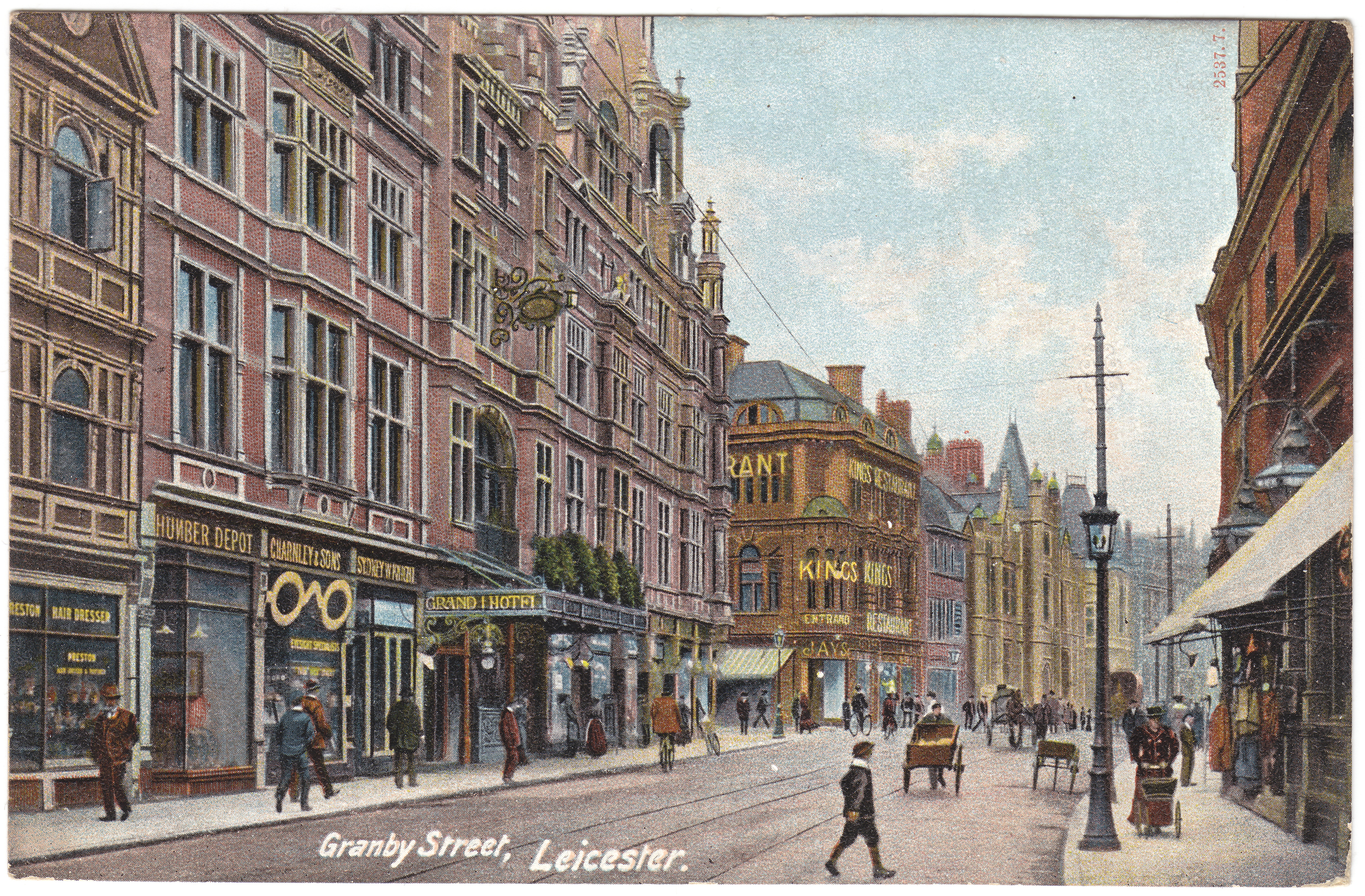
Po lewej Grand Hotel w 1906 r.

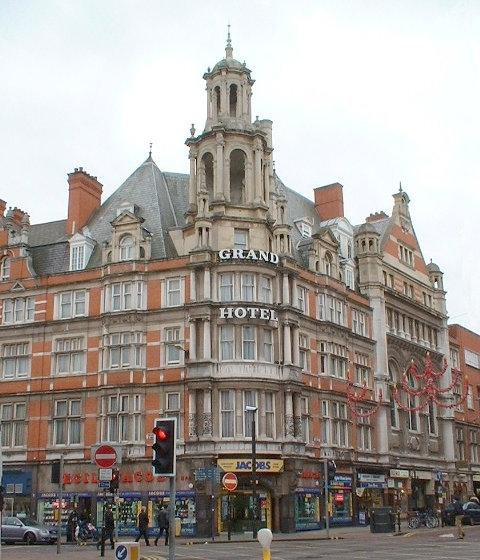
Grand Hotel (Mercure) w Leicesterze

Grand Hotel – hotel w mieście Leicester w Anglii zbudowany w latach 1897 - 1898 przez Cecil Ogder i Amos Hall znajdujący się przy ulicy Granby Street i Belvoir Street. W Hotelu znajdowało się kino. Uważany był jeden z najbardziej prestiżowych hoteli Wielkiej Brytanii. Największy rozkwit hotelu przypadał na czasy wiktoriańskie.
Obecnie hotel czterogwiazdkowy obsługiwany jest przez sieć hoteli Mercure, posiada 104 pokoje w tym kilka apartamentów. W środku hotelu znajduje się restauracja Marco's New York Italian podająca kuchnię nowojorską, włoską.